# Dibortetrafluorid
Dibortetrafluorid je anorganická sloučenina s chemickým vzorcem (BF2)2.

## Příprava
Dibortetrafluorid lze získat reakcí diborotetrachloridu s fluoridem antimonitým:
3 B2Cl4 + 4 SbF3 → 3 B2F4 + 4 SbCl3
Spolu s dalšími fluoridy boru vzniká dibortetrafluorid také při průchodu fluoridu boritého přes bor při teplotě 1900–2000 °С. Lze jej také připravit reakcí fluoridu boritého s fluoridem borným, přičemž je nutné zabránit vzniku vyšších polymerů.
Vzniká také reakcí fluoridu boritého s mědí. Za tímto účelem se kovová měď odpařuje elektrickým ohřevem ve vakuu a pára tvořená atomy mědi kondenzuje společně s fluoridem boritým při -196 °C:
2 BF3 + 2 Cu → B2F4 + 2 CuF

## Vlastnosti
Dibortetrafluorid je bezbarvý hořlavý plyn, který reaguje s vodou. Stejně jako dibortetrachlorid tvoří adukty a pomalu se rozkládá na fluorid boritý a fluorid borný (8 % za den při pokojové teplotě). Dibortetrafluorid je izoelektronický se šťavelany. V pevném skupenství má dibortetrafluorid planární molekulu s úhlem vazeb přibližně 120°. Délka vazby B-B je 172 pm. Monokrystaly sloučeniny obsahují dvě molekuly v jednoklonné krystalové soustavě s prostorovou grupou P21/n (číslo 14, poloha 2) a s parametry mřížky a = 549 pm, b = 653 pm, c = 483 pm a β = 102,5°.
Přidáním dibortetrafluoridu k Vaskově komplexu vzniká triboryliriditý derivát, příklad borylového komplexu přechodných kovů:
2 B2F4 + IrCl(CO)(PPh3)2 → Ir(BF2)3(CO)(PPh3)2 + ClBF2